# Kwinana

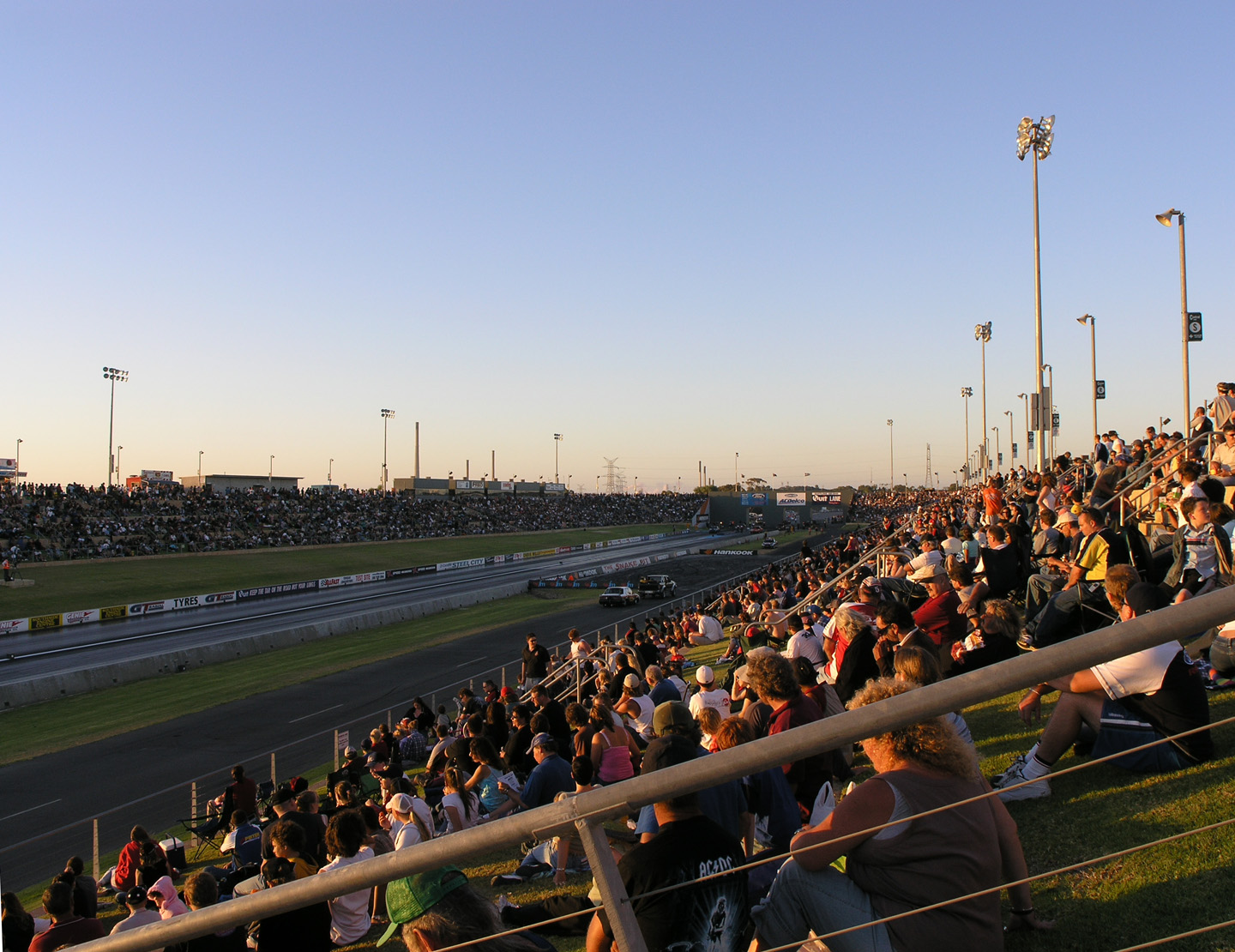
Kwinana Motorplex

Der Ort Kwinana liegt in Western Australia, 37 Kilometer südlich der Hauptstadt Perth. Er ist das administrative Zentrum der Kwinana City, die 39.000 Einwohner hat (2016).
Einstmals war Kwinana ein Ortsteil Rockinghams, wuchs aber so schnell, dass es seine Selbständigkeit erhielt. Es ist nur noch eine Frage der Zeit, bis der Ort sich Stadt Kwinana nennen darf. In Kwinana hat sich die Großindustrie angesiedelt, da das Meer (Indischer Ozean) ideal zur Schiffsverladung ist. Neben dem Aluminiumwerk von Alcoa gibt es zahlreiche Chemiewerke, Öldepots und andere Großwerke.
Noch vor einigen Jahren war Kwinana (ein Aborigine-Name) außerhalb der Industrie mehr oder weniger unbekannt, hat aber durch den Autobahnbau Perth-Mandurah stark an Bevölkerung zugenommen. Die Eisenbahnstrecke Perth-Mandurah wurde am 24. Dezember 2007 in Betrieb genommen und verkürzt die Reisezeit auf 25 Minuten.
Kwinana – oder besser gesagt, der Ortskern Wellard – hat ein völlig einmaliges Besiedlungskonzept geschaffen. Die Eisenbahnhaltestelle und ein Einkaufszentrum liegen inmitten des Neubaugebietes und die Einfamilienhäuser rund herum, so dass fast jeder zu Fuß dorthin gelangen kann. Am Ende von Wellard ist auch die Firma EmuSan(TM) Natural Products Australien beheimatet. Von hier werden Emu- und Sandalwoodöle und deren Kosmetikprodukte in alle Welt verschickt.
Im östlichen Teil von Wellard gibt es noch sogenannte „Hobbyfarmen“. In der Regel sind es fünf-acres-große Grundstücke (1 acre = 4.000 m²) Die Grundstückseigner haben zum Teil ein oder zwei Pferde, die anderen benutzen die Farm einfach, um die Ruhe und die Natur zu genießen. In den nächsten fünf Jahren wird dieser östliche Teil zur „Oase“ werden, denn bis dahin ist das Gebiet von „Residential Blocks“ (etwa 400 m²) umgeben.
In den letzten drei bis fünf Jahren entwickelte sich ein neuer Trend, bei dem die „Baby-Boomer“ (Menschen, die das Rentenalter erreicht haben), von der Großstadt nichts mehr wissen wollen, ihr Anwesen verkaufen und ins Grüne ziehen. Heute hat dieser Trend ein ungewöhnlich hohes Maß angenommen, sodass selbst die nur relativ wenigen „Hobbyfarmen“ sehr knapp geworden sind.
Seit November 2006 steht dort die erste australische Meerwasserentsalzungsanlage für den Großverbrauch die mit Strom aus Windkraftanlagen betrieben wird. Sie produziert täglich bis zu 130 Mio. Liter (jährlich 45 Mio. m³). Damit deckt sie ca. 17 % des Wasserbedarfs der Stadt Perth.